# Chalkiopoulo
Chalkiopoulo  este un oraș în Grecia în prefectura Aetolia-Acarnania.